# Agathon comstocki
Agathon comstocki är en tvåvingeart som först beskrevs av Kellogg 1903.  Agathon comstocki ingår i släktet Agathon och familjen Blephariceridae. Inga underarter finns listade i Catalogue of Life.